# Angelo Cantù
Angelo Cantù (Milão, Itália, 3 de agosto de 1881 — Milão, Itália, 1955) foi um pintor e retratista italiano, de estilo figurativo e acadêmico. Foi professor de pintura na Academia de Belas Artes.
Estudou na Academia de Belas Artes de Brera e no seu liceu, em Milão, onde mais tarde também tornou-se membro honorário.
Viveu no Brasil, entre 1910 e 1940, onde trabalhou como artista e participou de exposições, como Exposição Geral de Belas Artes, em 1914 e 1921 e a Coletiva, em 1914. Já as suas exposições individuais aconteceram em 1913, 1914 e 1921.
Participou da Mostra Nazionale di Belle Arti, em 1906, na Esposizione internazionale di Milano. Assinava suas obras como A. Cantú.

## Biografia
Angelo Cantù foi irmão do músico Agostino Cantù.

## Crítica
Sua obra foi avaliada por um "arte serena", "que não se propõe fazer bolchevismo com seus pincéis e com sua palheta”, por Menotti Del Picchia.

## Exposições
O artista participou de exposições individuais e coletivas, incluindo:
- Exposição Geral de Belas Artes (21. : 1914 : Rio de Janeiro, RJ);[7]
- Coletiva (1914 : São Paulo, SP);[8]
- Exposição Geral de Belas Artes (28. : 1921 : Rio de Janeiro, RJ);[9]
- Pintores Italianos no Brasil (1982 : São Paulo, SP);[10]
- O Preço da Sedução: do espartilho ao silicone.[11]